# 김남일
김남일(한국 한자: 金南日, 1977년 5월 1일 (음력 3월 14일) ~ )은 대한민국의 축구 선수 출신 축구 지도자이다. 현역 시절 포지션은 수비형 미드필더였다. 본관은 강릉이다.

## 선수 생활

### 클럽팀 생활
2000년 전남 드래곤즈에 입단하여 K-리그에 데뷔하였다. 2002년 FIFA 월드컵 이후 2003년 1월 네덜란드 에레디비시의 페예노르트에 임대 입단하면서 유럽 무대에 진출하였고, 이적 직후에 페예노르트와 자매결연 구단인 SBV 엑셀시오르로 5개월 동안 재임대되었다. 하지만, 인상적인 경기력을 선보이지 못한 채, 임대 기간이 종료 후 2003년 6월 친정팀 전남 드래곤즈로 복귀하였다. 2005년 수원 삼성 블루윙즈로 이적하였고, 2006년에는 팀의 주장을 맡기도 하였다. 2008년에는 J리그의 비셀 고베로 이적하였으나, 2007년 시즌 이후 FA로 풀린 김남일은 해외 이적시 소속 구단인 수원 삼성 블루윙즈와 먼저 협의해야 한다는 국내 규정을 무시하고 비셀 고베와의 계약을 채결해 수원 삼성 블루윙즈와 갈등을 빚었다. 이후 빗셀 고베와 계약이 만료 되고 2009년 12월 김남일은 1년+1년, 연봉 100만 달러를 받는 조건으로 톰 톰스크에 입단해 2010 남아공월드컵 전까지 6게임 연속 풀타임 출전 하는 등 총 9경기를 뛰며 무난한 활약을 하였다. 2010 남아공월드컵 이후 김남일은 귀국하지 않고 소속팀과의 임금 체불문제로 모스크바로 가게 되었었다, 2010년 7월 1일 김남일은 톰 톰스크 사장. 에이전트와 만나 미지급 연봉 3개월치 15만달러(1억 8400만원)를 이른 시일 내에 받는 조건으로 자유계약선수(FA) 신분이 됐다. 임금이 해결되었어도 김남일은 이적을 원했던 것이다. 이후 사우디아라비아 알 샤밥에 입단하기로 일이 일사천리에 진행되고 . 7월 2일 알 샤밥에 입단이 결정되었다. 그러나 7월 21일 알 샤밥과의 마지막 협상이 결렬되고 다시 톰 톰스크에 복귀하게 된다. 톰 톰스크를 떠난 이후 J리그 진출이 유력해보였으나 2012년 1월 20일 K리그 인천 유나이티드가 김남일의 영입을 발표했다. 2013시즌 인천 유나이티드 주장으로 선임되었다.
2013 시즌 후, 김남일은 고향팀 인천에서 선수 생활을 마무리하기를 원했지만 인천 구단과 의견차를 좁히지 못하였고, 전력 강화를 꾀하는 최강희 감독의 부름을 받아 전북 현대로 이적하였다.
전북으로 이적한 후, 시즌 초반 빼어난 경기력을 선보였지만 지난 4월 멜버른 빅토리 FC와의 AFC 챔피언스리그 조별예선 6차전에서 왼쪽 무릎인대 파열 부상을 당하며 약 4개월간 전력에서 제외되었다. 그 이후, 9월 17일에 열린 K리그 클래식 26라운드 경기인 경남과의 홈 경기에서 결승골을 기록하였는데 이 골은 2004년 5월에 골을 기록한 후 10년 만이었다. 김남일의 결승골 덕분에 팀은 경남에 1-0 승리를 거둬 리그 1위를 되찾았고, 김남일은 주간 MVP에 선정되었다.
이후 김남일은 전북에서 선수 생활을 마치는 듯했으나 지도자 연수 조건을 교토 상가의 강력한 러브콜에 의하여 또 한번 J리그로 진출하게 된다.

### 국가 대표 생활
1998년 12월 4일, 1998년 아시안 게임에서 베트남과의 경기로 A매치 데뷔전을 치렀다. 2002년 FIFA 월드컵과 2006년 FIFA 월드컵에서 국가대표로 출전하였다. 특히, 2002년 FIFA 월드컵에는 주전 미드필더로 스페인과의 8강전에서 전반 20분에 엔리케 로메로의 악질적인 백태클에 부상을 입기 전까지 맹활약하여 대표팀의 4강 진출에 큰 공헌을 하였다.
2008년 1월, 허정무가 국가대표팀 감독으로 취임한 후 가진 첫 경기부터 잠시 동안 국가대표팀 주장을 맡았다. 2008년 동아시아컵에서 팀을 우승으로 이끌어, 대회 MVP에 선정되었다. 김남일은 2010 남아공월드컵에서 수비형 미드필더로 교체요원으로 활약 하였다. 특유의 노련함으로 그리스전 승리에 일조하였고 아르헨티나와의 경기에서도 교체 출전하여 무난한 활약을 하였다.
그러나 나이지리아전에서 후반 20분에 염기훈대신 교체출전하여 후반 24분 야쿠부 아이예그베니에게 페널티킥을 허용하게 되는 백태클 반칙을 범했다. 페널티킥에서 동점골을 허용했지만 다행히도 대한민국은 나이지리아와 2:2로 비겨 1승1무1패로 16강전에 진출 하였다. 그러나 이 반칙으로 인하여 국민들에게 엄청난 비난을 당했으며 그의 아내인 김보민 아나운서의 미니홈피가 테러를 당하는 사건까지 발생했다.

## 지도자 생활
2017년 중국 슈퍼리그의 장쑤 쑤닝의 코치로 부임했다.
이후 대한민국 축구 국가대표팀의 코치가 되었다.
2019시즌을 앞두고 K리그2의 전남 드래곤즈의 코치로 부임했다.
2020시즌을 앞두고 K리그1의 성남 FC의 감독으로 부임했다. 2020년 5월 9일 열린 광주 FC와의 경기에서 감독 데뷔전을 치뤘으며 이 경기에서 2-0 승리를 거둠에 따라 감독 데뷔 이후 첫 승을 거두게 되었다. 이어진 인천 유나이티드와의 홈경기에서도 무승부를 기록, 개막 후 2경기 1승 1무 무패행진을 이어가며 인상적인 활약을 펼치고 있다.
하지만 2022시즌에는 부진한 성적을 거두었으며 이에 2022년 8월 24일, 감독직에서 사퇴했다.

## 에피소드
2002년 FIFA 월드컵 당시, 잘생긴 외모와 터프한 이미지 등으로 수많은 여성팬들을 사로잡았고, 월드컵 최고의 인기선수 중 한 명으로 등극하였다. 이러한 인기는 그 후에도 계속되어, 2004년에는 올스타전 팬투표에서 1위를 차지하였고, 2005년에는 국내 한 축구전문지에서 축구팬들을 대상으로 한 '2005 K리그 최고스타'에 선정되기도 하였고, 팀 내 모든 선수들 중 티셔츠 최다 판매량을 기록하기도 했으며, 2006년에는 2004년에 이어 두 번째로 올스타전 팬투표에서 1위를 차지하기도 하였다.
2003년 2월 10일 TV동화 행복한 세상에서 〈할머니의 김치찌개〉편의 실화를 바탕으로 구성하였다.
2007년 12월 8일, KBS 아나운서 김보민과 결혼하였다.
같은 해 12월 19일, 김남일의 아버지인 김재기가 인천광역시 구의원에 당선되었다.
같은 부평고등학교 출신의 축구 선수로 이천수, 최태욱, 박용호 등이 있으며, 역시 부평고등학교 출신으로 일본에서 스모선수로 활약중인 김성택 (가스가오)과는 동기로 절친한 사이라고 한다.

## 가족 관계
- 배우자 : 김보민 (1978년 7월 3일 ~ )
  - 아들 : 김서우 (2008년 9월 4일 ~ )

## 경력
- 1996년 AFC 청소년 축구 선수권 대회 국가대표
- 1998년 아시안 게임 축구 국가대표
- 2002년 CONCACAF 골드컵 국가대표
- 2002년 FIFA 월드컵 국가대표
- 2004년 AFC 아시안컵 국가대표
- 2006년 FIFA 월드컵 국가대표
- 2008년 동아시아 축구 선수권 대회 국가대표
- 2010년 FIFA 월드컵 국가대표

## 수상
전남 드래곤즈
- 2000년 대한화재 컵 준우승
- 2003년 FA컵 준우승

 수원 삼성 블루윙즈
- 2005년 A3 챔피언스컵 우승
- 2005년 K리그 슈퍼컵 우승
- 2005년 삼성 하우젠 컵 우승
- 2006년 K리그 준우승
- 2006년 FA컵 준우승

 전북 현대 모터스
- K리그 클래식 우승 (2014년)

 대한민국
- 1996년 AFC 청소년 축구 선수권 대회 우승
- 2002년 CONCACAF 골드컵 4위
- 2002년 FIFA 월드컵 4위
- 2008년 동아시아 축구 선수권 대회 우승
- 2010년 FIFA 월드컵 16강

개인
- 2002년 CONCACAF 골드컵 베스트 11
- 2002년 체육훈장 맹호장
- 2002년 자황컵 체육대상 남자 최우수상
- 2003년 K리그 베스트 11
- 2004년 K리그 올스타
- 2004년 제18회 올해의 프로축구 대상 프로스펙스 특별상
- 2008년 동아시아 축구 선수권 대회 MVP